# Розетти, Роберто
Робе́рто Розе́тти (итал. Roberto Rosetti; род. 18 сентября 1967, Печетто-Торинезе, Пьемонт) — итальянский футбольный судья, судивший финальный матч Евро 2008. Работал также на чемпионатах мира 2006 и 2010 годов.

## Карьера
Начал судейскую карьеру в 1983 году. С 1997 года судил матчи итальянских серий А и В. Судит матчи сборных с 2002 года. Судья ФИФА с 2003 года. Кроме родного итальянского, он говорит также на французском и английском языках.
Международной федерацией футбольной истории и статистики (IFFHS) признан лучшим судьёй мира в 2008 году.
4 раза подряд (2006, 2007, 2008 и 2009) признавался лучшим судьёй итальянской серии А.
В матче Аргентина-Мексика, 1/8 финала ЧМ-2010, Розетти засчитал гол аргентинцев, забитый из явного офсайда, в результате чего FIFA объявило о том, что он не будет назначаться на поединки последующих стадий чемпионата мира.
После чемпионата мира по футболу 2010 решил завершить карьеру судьи. 42-летний Розетти мог судить матчи высокого уровня еще три года, однако решил перейти на административную работу в Национальный судейский комитет, где отвечал за Серию Б.
С июня 2011 Розетти являлся главой Департамента судейства и инспектирования Российского футбольного союза. 10 декабря 2013 обратился с просьбой освободить его от занимаемой должности по личным обстоятельствам, которая была удовлетворена.
14 мая 2012 года судил прощальный матч Вадима Евсеева.

## Чемпионат мира по футболу 2006
Групповой этап
- Парагвай —  Тринидад и Тобаго — 2:0
- Аргентина —  Сербия и Черногория — 6:0
- Мексика —  Иран — 3:1

1/8 финала
- Франция —  Испания — 3:1

## Чемпионат Европы по футболу 2008
Групповой этап
- Швейцария —  Чехия — 0:1
- Греция —  Россия — 0:1

Четвертьфинал
- Хорватия —  Турция — 1:1 (1:3 по пенальти)

Финал
- Германия —  Испания — 0:1

## Чемпионат мира по футболу 2010
Групповой этап + отборочные соревнования
- Гана —  Австралия — 1:1

1/8 финала
- Аргентина —  Мексика — 3:1